# Liste der Baudenkmäler in Völs am Schlern
Die Liste der Baudenkmäler in Völs am Schlern (italienisch Fiè allo Sciliar) enthält die 51 als Baudenkmäler ausgewiesenen Objekte auf dem Gebiet der Gemeinde Völs am Schlern in Südtirol.
Basis ist das im Internet einsehbare offizielle Verzeichnis der Baudenkmäler in Südtirol. Dabei kann es sich beispielsweise um Sakralbauten, Wohnhäuser, Bauernhöfe und Adelsansitze handeln. Die Reihenfolge in dieser Liste orientiert sich an der Bezeichnung, alternativ ist sie auch nach der Adresse oder dem Datum der Unterschutzstellung sortierbar.

## Liste
| Foto |                 | Bezeichnung                                                                                      | Standort                                                        | Eintragung                   | Beschreibung | Metadaten                                                                                |
| ---- | --------------- | ------------------------------------------------------------------------------------------------ | --------------------------------------------------------------- | ---------------------------- | --- | ---------------------------------------------------------------------------------------- |
| ja   | Datei hochladen | Atzwanger Brücke ID: 18090                                                                       | 46° 32′ 4″ N, 11° 29′ 37″ O                                     |                              | Holzbrücke mit Ziegeldach | KG: Völs am Schlern Grundparzelle: 4586                                                  |
| ja   | Datei hochladen | Baumann in Prösels ID: 17924                                                                     | 46° 30′ 16″ N, 11° 29′ 48″ O Fraktion: Prösels                  | 26. Mai 1978 (BLR-LAB 3422)  | ursprünglich zu Schloss Prösels gehörender Hof, Wohnhaus und Wirtschaftsgebäude aus der ersten Hälfte des 16. Jahrhunderts                                                                                 | KG: Völs am Schlern Bauparzelle: 211/1, 211/2                                            |
| ja   | Datei hochladen | Bildstock (Gp. 4364) ID: 17946                                                                   | 46° 31′ 3″ N, 11° 30′ 4″ O                                      | 26. Mai 1978 (BLR-LAB 3422)  | spätgotischer Bildstock | KG: Völs am Schlern Grundparzelle: 4364                                                  |
| ja   | Datei hochladen | Bildstock (Gp 29/1) ID: 17941                                                                    | 46° 30′ 59″ N, 11° 30′ 10″ O                                    | 26. Mai 1978 (BLR-LAB 3422)  | Kapellenbildstock aus dem 18. Jahrhundert | KG: Völs am Schlern Grundparzelle: 29/1                                                  |
| ja   | Datei hochladen | Bildstock beim Aichner ID: 17934                                                                 | 46° 31′ 48″ N, 11° 30′ 8″ O Fraktion: Völser Ried               | 26. Mai 1978 (BLR-LAB 3422)  | Bildstock mit Fresken, Inschrift und Jahreszahl 1622 | KG: Völs am Schlern Bauparzelle: 325                                                     |
| ja   | Datei hochladen | Bildstock in Prösels ID: 17942                                                                   | 46° 30′ 13″ N, 11° 29′ 55″ O Fraktion: Prösels                  | 26. Mai 1978 (BLR-LAB 3422)  | mit 1492 datierter Bildstock | KG: Völs am Schlern Grundparzelle: 1644/2                                                |
| ja   | Datei hochladen | Brudermesserhaus ID: 17900                                                                       | 46° 31′ 4″ N, 11° 30′ 13″ O                                     | 26. Mai 1978 (BLR-LAB 3422)  | dreigeschoßiger Bau, nach 1496 errichtet | KG: Völs am Schlern Bauparzelle: 7                                                       |
| ja   | Datei hochladen | Daiml in Ums ID: 17927                                                                           | 46° 30′ 11″ N, 11° 31′ 2″ O Fraktion: Ums                       | 26. Mai 1978 (BLR-LAB 3422)  | Wohnhaus | KG: Völs am Schlern Bauparzelle: 228                                                     |
| ja   | Datei hochladen | Ehemaliges Gerichtsgefängnis ID: 17904                                                           | 46° 31′ 6″ N, 11° 30′ 10″ O                                     | 26. Mai 1978 (BLR-LAB 3422)  | angeblich ehemaliges Gerichtsgefängnis, im Norden ein Rundturm | KG: Völs am Schlern Bauparzelle: 24                                                      |
| ja   | Datei hochladen | Eiskeller beim Unterpsenner in Völser Aicha ID: 50474                                            | 46° 29′ 52″ N, 11° 27′ 53″ O Fraktion: Unteraicha               | 28. Jan. 2008 (BLR-LAB 207)  | spätmittelalterlicher Bau, wohl ältester in Südtirol erhaltener Eiskeller | KG: Völs am Schlern Bauparzelle: 501                                                     |
| ja   | Datei hochladen | Federer in Völser Aicha ID: 17916                                                                | 46° 29′ 37″ N, 11° 28′ 49″ O Fraktion: Oberaicha                | 26. Mai 1978 (BLR-LAB 3422)  | Wohnhaus mit Treppenturm. romanische Rundbogentür | KG: Völs am Schlern Bauparzelle: 135                                                     |
| ja   | Datei hochladen | Finger in Völser Aicha ID: 17919                                                                 | Oberaicha 6 46° 29′ 26″ N, 11° 29′ 1″ O Fraktion: Oberaicha     | 26. Mai 1978 (BLR-LAB 3422)  | Wohnhaus, Fresko aus dem 16. Jahrhundert | KG: Völs am Schlern Bauparzelle: 149                                                     |
| ja   | Datei hochladen | Florer ID: 17906                                                                                 | Peterbühlweg 3 46° 30′ 58″ N, 11° 29′ 55″ O Fraktion: Peterbühl | 26. Mai 1978 (BLR-LAB 3422)  | Wohnhaus, Fresko aus dem 16. Jahrhundert | KG: Völs am Schlern Bauparzelle: 47                                                      |
| ja   | Datei hochladen | Gasthof Turm ID: 17903                                                                           | Kirchplatz 9 46° 31′ 5″ N, 11° 30′ 10″ O                        | 12. Dez. 1951 (MD)           | eingemauerter erstmals 1244 erwähnter Turm von Völs, Zubauten aus dem Spätmittelalter und den 1950er Jahren                                                                                                | KG: Völs am Schlern Bauparzelle: 23                                                      |
| ja   | Datei hochladen | Grottner ID: 17935                                                                               | 46° 31′ 40″ N, 11° 29′ 38″ O Fraktion: Völser Ried              | 4. Juni 1985 (BLR-LAB 2513)  | Wohnhaus mit mittelalterlichem Baubestand | KG: Völs am Schlern Bauparzelle: 330                                                     |
| ja   | Datei hochladen | Haus in Prösels ID: 17923                                                                        | 46° 30′ 14″ N, 11° 29′ 55″ O                                    | 26. Mai 1978 (BLR-LAB 3422)  | ehemals Gasthaus Rose, Bau aus dem 16. Jahrhundert | KG: Völs am Schlern Bauparzelle: 199                                                     |
| ja   | Datei hochladen | Haus Nr. 23 ID: 17899                                                                            | 46° 31′ 3″ N, 11° 30′ 12″ O                                     | 12. Dez. 1951 (MD)           | dreigeschoßiger spätgotischer Bau | KG: Völs am Schlern Bauparzelle: 5                                                       |
| ja   | Datei hochladen | Kapelle beim Innerpeskoller in Völser Aicha ID: 17915                                            | 46° 29′ 39″ N, 11° 28′ 31″ O Fraktion: Unteraicha               | 17. Dez. 1990 (BLR-LAB 8106) | barocke Hofkapelle | KG: Völs am Schlern Bauparzelle: 113                                                     |
| ja   | Datei hochladen | Kapelle beim Kompatscher ID: 17944                                                               | 46° 29′ 12″ N, 11° 29′ 58″ O Fraktion: St. Kathrein             | 26. Mai 1978 (BLR-LAB 3422)  | Kapelle aus dem 17. Jahrhundert | KG: Völs am Schlern Grundparzelle: 2166                                                  |
| ja   | Datei hochladen | Mair ID: 17931                                                                                   | Putzesweg 46° 31′ 2″ N, 11° 30′ 32″ O                           | 26. Mai 1978 (BLR-LAB 3422)  | ehemaliger fürstbischöflicher Mairhof | KG: Völs am Schlern Bauparzelle: 290 Grundparzelle: 3286/1                               |
| ja   | Datei hochladen | Mitterpsenner in Völser Aicha ID: 17913                                                          | 46° 29′ 57″ N, 11° 27′ 55″ O Fraktion: Unteraicha               | 26. Mai 1978 (BLR-LAB 3422)  | spätmittelalterlicher Bau | KG: Völs am Schlern Bauparzelle: 107/2                                                   |
| ja   | Datei hochladen | Moarmüller Mühle ID: 50253                                                                       | 46° 30′ 47″ N, 11° 31′ 19″ O                                    | 27. Nov. 2000 (BLR-LAB 4532) | 1554 urkundlich erwähnte Mühle, im 18. Jahrhundert erweitert | KG: Völs am Schlern Bauparzelle: 271                                                     |
| ja   | Datei hochladen | Oberhuber ID: 17905                                                                              | Dorfstraße 46° 31′ 1″ N, 11° 30′ 6″ O                           | 16. Jan. 1984 (BLR-LAB 166)  | spätmittelalterliches Wohnhaus | KG: Völs am Schlern Bauparzelle: 29                                                      |
| ja   | Datei hochladen | Oberpsenner in Völser Aicha ID: 17914                                                            | 46° 29′ 51″ N, 11° 28′ 2″ O Fraktion: Unteraicha                | 26. Mai 1978 (BLR-LAB 3422)  | Wohnhaus | KG: Völs am Schlern Bauparzelle: 108                                                     |
| ja   | Datei hochladen | Pfarrkirche Maria Himmelfahrt mit Friedhofskapelle St. Michael, Friedhof und Bildstock ID: 17897 | 46° 31′ 4″ N, 11° 30′ 10″ O                                     | 26. Mai 1978 (BLR-LAB 3422)  | spätgotische Kirche aus dem ersten Viertel des 16. Jahrhunderts, zweigeschossige romanische Friedhofskapelle St. Michael aus der Zeit um 1500, Bildstock aus Sandstein;                                    | KG: Völs am Schlern Bauparzelle: 1, 446 Grundparzelle: 1                                 |
| ja   | Datei hochladen | Pfarrkirche St. Antonius von Padua und Friedhof in Blumau ID: 17908                              | 46° 29′ 58″ N, 11° 27′ 9″ O Fraktion: Blumau                    | 26. Mai 1978 (BLR-LAB 3422)  | 1840 geweihte Kirche | KG: Völs am Schlern Bauparzelle: 91 Grundparzelle: 917                                   |
| ja   | Datei hochladen | Pfarrkirche St. Johannes der Täufer mit Friedhof in Völser Aicha ID: 17917                       | 46° 29′ 30″ N, 11° 29′ 11″ O Fraktion: Oberaicha                | 26. Mai 1978 (BLR-LAB 3422)  | Apsis und Turm romanisch, altes Langhaus aus der Zeit um 1400 teilweise als Sakristei verwendet, klassizistisches Langhaus um 1820 gebaut                                                                  | KG: Völs am Schlern Bauparzelle: 141 Grundparzelle: 1519                                 |
| ja   | Datei hochladen | Pfarrwidum ID: 17902                                                                             | Kirchplatz 46° 31′ 3″ N, 11° 30′ 11″ O                          | 26. Mai 1978 (BLR-LAB 3422)  | gebaut zu Beginn des 16. Jahrhunderts, Fresken aus dem frühen 18. Jahrhundert | KG: Völs am Schlern Bauparzelle: 13                                                      |
| ja   | Datei hochladen | Pfarrwidum in Blumau ID: 17909                                                                   | 46° 29′ 58″ N, 11° 27′ 9″ O Fraktion: Blumau                    | 26. Mai 1978 (BLR-LAB 3422)  | 1837 errichtet | KG: Völs am Schlern Bauparzelle: 92                                                      |
| ja   | Datei hochladen | Preslertor ID: 17901                                                                             | 46° 31′ 2″ N, 11° 30′ 12″ O                                     | 12. Dez. 1951 (MD)           | Bau in heutiger Form aus dem 16. Jahrhundert | KG: Völs am Schlern Bauparzelle: 10                                                      |
| ja   | Datei hochladen | Pulser in Völser Aicha ID: 17918                                                                 | 46° 29′ 34″ N, 11° 29′ 13″ O Fraktion: Oberaicha                | 26. Mai 1978 (BLR-LAB 3422)  | spätmittelalterliches Wohnhaus | KG: Völs am Schlern Bauparzelle: 143                                                     |
| ja   | Datei hochladen | Schenkenberg ID: 17945                                                                           | 46° 30′ 23″ N, 11° 30′ 35″ O                                    | 26. Mai 1978 (BLR-LAB 3422)  | Burgruine, Ende des 12. Jahrhunderts erstmals erwähnt | KG: Völs am Schlern Grundparzelle: 2479                                                  |
| ja   | Datei hochladen | Schloss Prösels mit Pulverturm ID: 17943                                                         | 46° 30′ 20″ N, 11° 29′ 45″ O Fraktion: Prösels                  | 5. Jan. 1952 (MD)            | 1215 erstmals erwähnt, 1517 ausgebaut, Kapelle um 1525; der bergfriedartige Pulverturm befindet sich etwas südöstlich auf 46° 30′ 15,1″ N, 11° 29′ 53″ O.                                                  | KG: Völs am Schlern Bauparzelle: 1237, 212/1, 212/2, 212/3 Grundparzelle: 1692/1, 1692/2 |
| ja   | Datei hochladen | Schlun ID: 17930                                                                                 | Schlernstraße 46° 30′ 52″ N, 11° 30′ 51″ O                      | 12. Dez. 1951 (MD)           | alter Gutshof | KG: Völs am Schlern Bauparzelle: 276/1, 276/3                                            |
| ja   | Datei hochladen | St. Anton ID: 17933                                                                              | 46° 31′ 28″ N, 11° 30′ 29″ O Fraktion: St. Anton                | 26. Mai 1978 (BLR-LAB 3422)  | geweiht 1712 | KG: Völs am Schlern Bauparzelle: 313                                                     |
| ja   | Datei hochladen | St. Katharina in Breien ID: 17921                                                                | 46° 28′ 44″ N, 11° 29′ 50″ O Fraktion: St. Kathrein             | 26. Mai 1978 (BLR-LAB 3422)  | ursprünglich romanische Kirche um 1500 erweitert, Fresken aus der Zeit um 1500 und vom Ende des 16. Jahrhunderts                                                                                           | KG: Völs am Schlern Bauparzelle: 180                                                     |
| ja   | Datei hochladen | St. Konstantin ID: 17936                                                                         | 46° 32′ 10″ N, 11° 31′ 31″ O Fraktion: St. Konstantin           | 26. Mai 1978 (BLR-LAB 3422)  | romanischer Turm, spätgotischer Chor | KG: Völs am Schlern Bauparzelle: 351                                                     |
| ja   | Datei hochladen | St. Margareth in Obervöls ID: 17932                                                              | 46° 30′ 58″ N, 11° 30′ 24″ O Fraktion: Obervöls                 | 26. Mai 1978 (BLR-LAB 3422)  | geweiht 1502, Wandmalerei von 1600 | KG: Völs am Schlern Bauparzelle: 299                                                     |
| ja   | Datei hochladen | St. Martin beim Gmoaner in Völser Aicha ID: 17911                                                | 46° 29′ 46″ N, 11° 27′ 40″ O Fraktion: Unteraicha               | 26. Mai 1978 (BLR-LAB 3422)  | Kapelle aus dem 17. Jahrhundert | KG: Völs am Schlern Bauparzelle: 103/1                                                   |
| ja   | Datei hochladen | St. Martin in Ums ID: 17928                                                                      | 46° 30′ 13″ N, 11° 31′ 8″ O Fraktion: Ums                       | 26. Mai 1978 (BLR-LAB 3422)  | Turm und Chor aus dem 17. Jahrhundert, Portal von 1504 | KG: Völs am Schlern Bauparzelle: 246                                                     |
| ja   | Datei hochladen | St. Nikolaus in Prösels ID: 17922                                                                | 46° 30′ 12″ N, 11° 29′ 56″ O Fraktion: Prösels                  | 26. Mai 1978 (BLR-LAB 3422)  | romanischer Kern, um 1500 umgebaut, Apsisfresken aus der Zeit um 1440 | KG: Völs am Schlern Bauparzelle: 194                                                     |
| ja   | Datei hochladen | St. Peter am Bichl ID: 17907                                                                     | 46° 31′ 3″ N, 11° 29′ 51″ O Fraktion: Peterbühl                 | 26. Mai 1978 (BLR-LAB 3422)  | romanischer Kern, Turm erhöht um 1498 | KG: Völs am Schlern Bauparzelle: 48                                                      |
| ja   | Datei hochladen | St.-Kassian-Kapelle am Schlern ID: 17938                                                         | 46° 30′ 12″ N, 11° 34′ 48″ O                                    | 26. Mai 1978 (BLR-LAB 3422)  | 1797 errichtet | KG: Völs am Schlern Bauparzelle: 365                                                     |
| ja   | Datei hochladen | Steger Brücke ID: 18091                                                                          | 46° 30′ 49″ N, 11° 28′ 41″ O                                    |                              | Holzbrücke mit Ziegeldach | KG: Völs am Schlern Grundparzelle: 4612                                                  |
| ja   | Datei hochladen | Tschurer in Ums ID: 17926                                                                        | 46° 30′ 14″ N, 11° 31′ 0″ O Fraktion: Ums                       | 26. Mai 1978 (BLR-LAB 3422)  | Wohnhaus aus der ersten Hälfte des 16. Jahrhunderts | KG: Völs am Schlern Bauparzelle: 227                                                     |
| ja   | Datei hochladen | Unterpsenner in Völser Aicha ID: 17912                                                           | 46° 29′ 56″ N, 11° 27′ 54″ O Fraktion: Unteraicha               | 26. Mai 1978 (BLR-LAB 3422)  | spätmittelalterliches Wohnhaus | KG: Völs am Schlern Bauparzelle: 106                                                     |
| ja   | Datei hochladen | Fronthof, ehemals Verant in Völser Aicha ID: 17920                                               | 46° 29′ 28″ N, 11° 28′ 57″ O Fraktion: Oberaicha                | 26. Mai 1978 (BLR-LAB 3422)  | Bau im Kern aus der ersten Hälfte des 16. Jahrhunderts | KG: Völs am Schlern Bauparzelle: 150, 1465 Grundparzelle: 1415, 1538/2                   |
| ja   | Datei hochladen | Villa Oberrauch in St. Konstantin ID: 17939                                                      | 46° 31′ 55″ N, 11° 31′ 34″ O Fraktion: St. Konstantin           | 17. Dez. 1990 (BLR-LAB 8106) | 1909 erbautes Sommerfrischhaus in neubarocken Formen mit Jugendstileinflüssen | KG: Völs am Schlern Bauparzelle: 492                                                     |
| ja   | Datei hochladen | Windisch-Dillele ID: 17898                                                                       | Kirchplatz 46° 31′ 5″ N, 11° 30′ 11″ O                          | 12. Dez. 1951 (MD)           | heute ausgebautes Wirtschaftsgebäude neben Friedhof | KG: Völs am Schlern Bauparzelle: 2                                                       |
| ja   | Datei hochladen | Ziegelofen mit Magazinräumen in Blumau ID: 17910                                                 | 46° 29′ 44″ N, 11° 27′ 0″ O Fraktion: Blumau                    | 12. März 1990 (BLR-LAB 1332) | Ziegelofen mit drei vorgelagerten Magazinen von Ende des 19. Jahrhunderts | KG: Völs am Schlern Bauparzelle: 101/1, 101/3, 1514 Grundparzelle: 934/2, 938/2          |
| ja   | Datei hochladen | Zimmerlehen mit Wohnhaus ID: 17929                                                               | Kühbachweg 46° 31′ 2″ N, 11° 30′ 59″ O                          | 12. Dez. 1951 (MD)           | Ansitz mit Herrschaftshaus, Wirtschaftsgebäude, Turm, Kapelle und Baumannhaus, im Turm Wandmalereien aus dem letzten Jahrzehnt des 16. Jahrhunderts, im Herrschaftshaus Renaissancestube und Wandmalereien | KG: Völs am Schlern Bauparzelle: 275, 454                                                |

Falls bei einem Baudenkmal keine Koordinaten bekannt sind, werden ersatzweise die Katasterdaten zum Zeitpunkt der Unterschutzstellung angegeben. Diese sind weder offiziell noch zwingend aktuell.
Die vom Landesdenkmalamt übernommenen Adressen können veraltet sein.
| Foto:   | Fotografie des Denkmals. Klicken des Fotos erzeugt eine vergrößerte Ansicht. Daneben finden sich zwei Symbole: |
| ID      | Identifikator beim Südtiroler Landesdenkmalamt                                                                 |
| KG      | Katastralgemeinde                                                                                              |
| MD      | Ministerialdekret                                                                                              |
| BLR-LAB | Beschluss der Landesregierung – Landesausschussbeschluss                                                       |